# Ziunin
Ziunin – część wsi Romanów w Polsce, położona w województwie lubelskim, w powiecie lubelskim, w gminie Bychawa.
W latach 1975–1998 Ziunin administracyjnie należał do starego województwa lubelskiego.
Wierni Kościoła rzymskokatolickiego należą do parafii Najświętszej Maryi Panny Matki Kościoła w Kosarzewie.